# Fuggerhuis (Warschau)

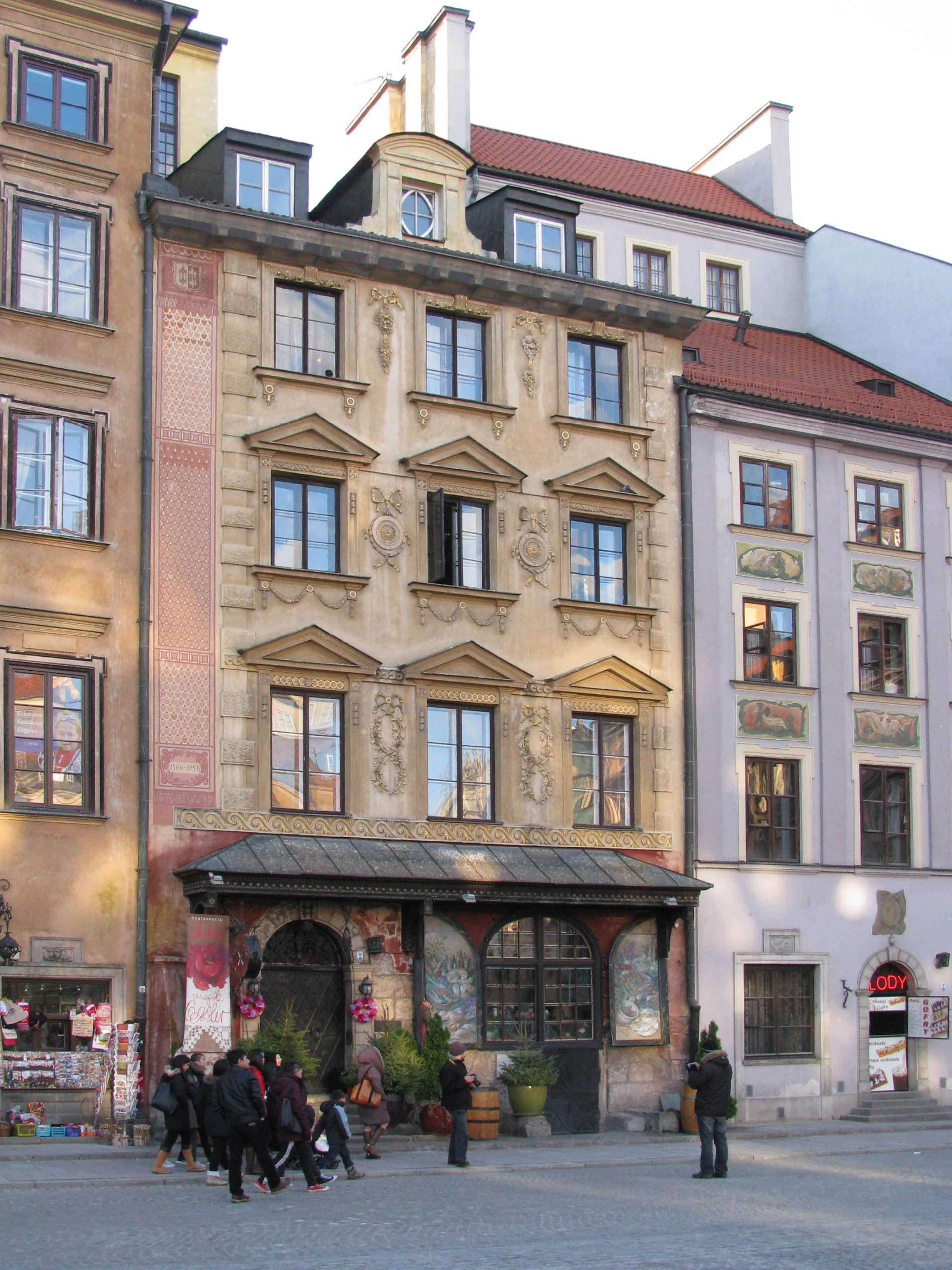
Fuggerhuis/Fukiershuis Warschau

 Het Fukierhuis of Fuggerhuis (Pools:) Kamienca Fukierow in Warschau is een koopmanshuis/herenhuis uit de 15e eeuw aan het Rynek Starego Miasta (Nederlands: Oudestadsplein). Dit huis werd in 1810 verworven door de Poolse tak van het bankier- en koopmansgeslacht Fugger, genaamd Fukier. Naar deze familie is het huis vernoemd. De façade is in 1782 verbouwd door de Duits-Poolse architect Szymon Bogumił Zug in de stijl van het  neoclassicisme. Bovenaan de marmeren deurpost is ook een wapenbord van de Fuggers te vinden. 
Na de beschadigingen die tijdens de Tweede Wereldoorlog waren ontstaan is het herenhuis gerenoveerd. Tegenwoordig zijn een exclusief restaurant en de Poolse Sociëteit voor Kunstgeschiedenis hier gevestigd. De kelder, begane grond en de binnenplaats / binnentuin behoren tot het restaurant, de vier bovenste verdiepingen behoren tot de sociëteit.